# Nya republiken
Nya republiken är en fiktiv organisation i Star Wars.
Organisationen bildades strax efter Rymdimperiets förlust i Slaget vid Endor. Den organiserades som med den tidigare Galaktiska republiken, man diskuterade olika politiska saker och röstade och kom överens, och allt skedde under ledning av en överkansler. Prinsessan Leia Organa Solo var överkansler.

### Fotnoter
1. ↑  ”There’s a New Republic in Star Wars: The Force Awakens, According to Battlefront” (på engelska). Overmental. 19 april 2015. http://overmental.com/content/theres-a-new-republic-in-star-wars-the-force-awakens-according-to-battlefront-15143. Läst 5 december 2015.